# Neosaccardia
Neosaccardia is een monotypisch geslacht van schimmels uit de familie van de Sclerodermataceae. Het bevat alleen de soort Neosaccardia echinata.